# Checosamanca
Checosamanca è un film-documentario collettivo del 2006.

## Trama
Si tratta di cinque storie ambientate in diverse città italiane: a Torino alcuni avvocati tentano di aiutare una madre, a Modena ricercatori universitari sono costretti a tirare a campare, nel Nord-Est ci sono operai e casalinghe che si oppongono a una vicenda di corruzione, in Puglia un uomo ha scavato un pozzo abusivo per vendere acqua a chi non ce l'ha.